# Милаково
Милаково (пол. Miłakowo), ранее Либштадт (нем. Liebstadt) — город в Польше, входит в Варминьско-Мазурское воеводство, Острудский повят. Имеет статус городско-сельской гмины. Занимает площадь 8,76 км². Население — 2609 человек (на 2018 год).

## Памятники
В реестр охраняемых памятников Варминьско-Мазурского воеводства занесены:
- Городская застройка Старого Города
- Костёл св. Елизаветы 1320—50, 1823 гг.
- Костёл Воздвижения Креста 2 половины XIX в.
- Римско-католическое кладбище 2 половины XIX в.
- Лютеранско-аугсбургское кладбище XIX в.
- Иудейское кладбище XIX в.
- Руины замка XIV в.
- Городские стены XIV в.
- Дом начала XX в. по ул. Бема,1
- Дома по ул. Катовицкой, 3, 5, 7, 9
- Дом по ул. Костёльной, 4
- Дома по ул. Моранской, 6, 8
- Вилла начала XX в. по ул. Новотки, 5
- Дома по ул. Новотки, 7, 14, 16, 17, 25, 26
- Дома начала XX в. по ул. Окружной, 5, 9
- Дома по ул. Сверчевского, 6, 18
- Мельничный комплекс XVIII в. — 1904 г.
- Водонапорная башня начала XX в.

- Stadtpanorama, vor dem Fichtenwäldchen das Elektrizitätswerk
- Elisabethkirche
- Katholische Kirche
- Koy-Mühle mit Stausee